# Super Mario Bros. (Film)
Super Mario Bros. ist eine US-amerikanische Videospiel-Verfilmung aus dem Jahr 1993, die auf den Super-Mario-Spielen basiert. Der Film wurde von Hollywood Pictures, Lightmotive sowie Allied Filmmakers produziert und von Buena-Vista-Pictures-Distribution vertrieben. Regie führten Rocky Morton und Annabel Jankel, während Jake Eberts und Roland Joffé die Produzenten waren. Das Drehbuch wurde von Parker Bennett, Terry Runté und Ed Solomon geschrieben.
Dieser Film war ein finanzieller Flop und sorgte dafür, dass Nintendo in Zukunft vorsichtiger wurde in Bezug auf Filmadaptionen ihrer Franchises. Erst 30 Jahre später erschien wieder ein Film über Mario. Trotzdem erlangte dieser Film mit den Jahren eine gewisse Art an Popularität, und zwar aufgrund der eher trashigen Handlung, die man für den Film gewählt hatte.

## Handlung
Brooklyn im Jahr 1973 - eine anscheinend verzweifelte Frau setzt ein großes Ei vor einer Kirche aus. Die Nonnen in der Kirche erleben, wie aus dem Ei ein Baby schlüpft. Außerdem führt es einen Kristall mit sich. Später wird die Frau in der Kanalisation von einem Mann namens Koopa getötet.
Das Jahr 1993 (die Gegenwart in der Handlung des Films) - Die Klempner Mario und Luigi Mario haben Geldsorgen, da sie immer wieder Aufträge an eine große Firma verlieren.
Eines Tages treffen sie die junge Paläontologin Daisy. Luigi verliebt sich auf Anhieb in sie und lädt sie mit Hilfe von Mario ein. Luigi, Daisy, Mario und seine Freundin Daniella essen zusammen. Dabei erzählt Daisy, dass in einer Baustelle Dinosaurierknochen gefunden wurden, aber der Firmenchef es nicht dulde, dass seine Bauarbeiten durch Ausgrabungen gestört werden. Sie berichtet außerdem, dass sie als Kind ausgesetzt wurde, einzig mit einem geheimnisvollen Stein als Beigabe, den sie bis heute um den Hals trägt.
Als Luigi Daisy begleitet, werden sie Zeugen davon, wie Handlanger des erwähnten Firmenchefs einige Rohrleitungen beschädigen. Luigi und Mario gelingt es, den Schaden zu beheben; jedoch wird Daisy von den trotteligen Verbrechern Iggy und Spike entführt. Mario und Luigi nehmen die Verfolgung auf und geraten durch ein Portal in ein Paralleluniversum. Sie finden sich schließlich in einer von Pilzen überwucherten Großstadt wieder. Diese wird von dem Tyrannen Koopa regiert. Mario und Luigi werden verhaftet und sie treffen dabei auf Toad, der ihnen die Geschichte von seiner Welt erklärt. Koopa unterhält sich mit den Mario-Brüdern, weil er sich von ihnen erhofft, zu erfahren, wo sich der Steinsplitter befindet, den Daisy stets bei sich trug. Er schickt sie zusammen mit Toad in die sogenannte Deevolutionskammer, um sie in sogenannte Goombas bzw. Affen verwandeln zu können. Toad wird in einen Goomba verwandelt, aber den Brüdern gelingt die Flucht, bevor sie umgewandelt werden können.
Es stellt sich heraus, dass Daisy in Wahrheit die Tochter des früheren Königs der Stadt ist und dass der Steinsplitter zu einem Meteoriten gehörte, der vor 65 Mio. Jahren auf der Erde einschlug. Dieser hatte nicht nur die Dinosaurier ausgerottet, sondern versetzte einige von ihnen in ein Paralleluniversum, in dem sich die Dinosaurier zu Menschen weiterentwickeln konnten. Sollte der Steinsplitter wieder in den Meteoriten eingesetzt werden, so würden die beiden Dimensionen wiedervereinigt und Koopa könnte schließlich beide Welten beherrschen.
Doch der Steinsplitter befindet sich im Besitz der Mario-Brüder, die nun nicht nur Daisy retten, sondern auch verhindern müssen, dass Koopa die Herrschaft über beide Dimensionen erlangt. Die Mario-Brüder treffen in einer Wüste wieder auf Iggy und Spike, die die Brüder nun in ihrem Kampf gegen Koopa unterstützen wollen, nachdem dieser sie genetisch aufwerten ließ. Die vier gehen in einen Nachtclub, deren Besitzerin den Stein an sich genomen hat. Sie versuchen, diesen von ihr wieder zurückzubekommen. Jedoch ist Koopas Schergin Lena mittlerweile in den Besitz des Steinsplitters gekommen. Im Hauptquartier von Koopa beschaffen sich die Brüder Klempneranzüge und dringen unbemerkt in das Quartier Daisys ein. Währenddessen will Lena aus Eifersucht Daisy töten. Sie wird jedoch von Yoshi, dem Haussaurier Koopas, daran gehindert. Daisy gelingt mit Hilfe von Iggy und Spike die Flucht und nimmt Kontakt zu ihrem Vater auf. Dieser wurde durch Koopa vor langer Zeit in jenen Pilz verwandelt, der die Stadt befallen hat. Die Mario-Brüder erkennen, dass dieser Pilz ihnen helfen will. Der Pilz gibt ihnen nämlich eine sogenannte Baby-Bombe für ihren Kampf gegen Koopa. Koopa findet heraus, dass Lena den Steinsplitter hat und trifft wieder auf die Mario-Brüder. Koopa will mit Hilfe einer Armee von Goombas die Welt der Menschen erobern und die Menschen, die bisher dort lebten, zu Affen verwandeln, damit jene Menschen, die von den Dinosauriern abstammen, nun auch diese Welt besiedeln können. Mario befreit inzwischen seine Freundin Daniella und die anderen entführten Mädchen aus Brooklyn, die von Koopa gefangen gehalten werden, weil man sie irrtümlich für Prinzessin Daisy hielt. Schließlich kommt es zum finalen Kampf der beiden Brüder mit Koopa. Lena, die inzwischen versucht hatte, auf eigene Faust beide Welten zu verschmelzen, wird dabei getötet. Jedoch werden Koopa und Mario für kurze Zeit in die Welt der Menschen teleportiert. Dort beginnt Koopa mit Hilfe tragbarer Devolutionsstrahler mit der Verwandlung von Menschen in Affen. Zurück in der Welt der Dinosauriermenschen zündet Mario die Baby-Bombe unter Koopa und beschießt ihn zusammen mit Luigi mit tragbaren Deevolutionsstrahlern. Koopa verwandelt sich schließlich in einen Tyrannosaurus Rex zurück, der anschließend zu Schleim zerfließt. Mario und Luigi werden als Helden gefeiert und kehren zurück in ihre Welt. Drei Wochen später, während Mario, Luigi und Daniella gerade Spaghetti kochen, stürmt Daisy in ihre Wohnung und bittet die Brüder erneut um ihre Hilfe.  Jedoch erfahren die Zuschauer nicht aus welchen Grund sie dies tut.

## Kritiken
„Die 50 Millionen Dollar teure Achterbahnfahrt basiert auf dem überaus erfolgreichen Videospiel des japanischen Game-Giganten Nintendo. Für Zuschauer unter der Volljährigkeitsgrenze ist die starbestückte Effektorgie ein Riesenspaß. Wer aber darüber liegt, wird bloß den Kopf schütteln. Fazit: Sehr flache Geschichte in sehr breiten Bildern.“

## Synchronisation
| Rolle            | Schauspieler         | Synchronsprecher         |
| ---------------- | -------------------- | ------------------------ |
| Mario            | Bob Hoskins          | Michael Chevalier        |
| Luigi            | John Leguizamo       | Andreas Fröhlich         |
| König Koopa      | Dennis Hopper        | Rolf Schult              |
| Prinzessin Daisy | Samantha Mathis      | Daniela Hoffmann         |
| Iggy             | Fisher Stevens       | Thomas Danneberg         |
| Spike            | Richard Edson        | Ingo Albrecht            |
| Lena             | Fiona Shaw           | Kerstin Sanders-Dornseif |
| Daniella         | Dana Karminski       | Monica Bielenstein       |
| Toad             | Mojo Nixon           | Ronald Nitschke          |
| Scapelli         | Gianni Russo         | Peter Neusser            |
| Big Bertha       | Francesca P. Roberts | Uta Hallant              |
| Der König        | Lance Henriksen      | Heinz Theo Branding      |
| alte Frau        | Sylvia Harman        | Evelyn Meyka             |
| Sergeant Simon   | Don Lake             | Rüdiger Evers            |
| TV-Sprecher      | Robert D. Raiford    | Lothar Blumhagen         |
| Erzähler         | Dan Castellaneta     | Claus Wilcke             |

## Merchandising
Im Jahr 1993 wurde von Buena Vista in Zusammenarbeit mit Disney ein Hörspielpaket zum Film produziert. Es enthielt zusätzlich zur Hörspielkassette eine 3D-Brille und ein im Dunkeln leuchtendes 3D-Poster.
Die Firma ERTL produzierte Action-Figuren und ein Spielfahrzeug zum Film.
Folgendes wurde von ERTL produziert:
- Mario und Luigi mit Werkzeug und einem Werkzeuggürtel
- Koopa und Spike mit Devo-Pistolen
- Iggy und eine Goomba-Figur mit Flammenwerfern und einen Anzug für den Goomba
- Mario- und Luigi-Figuren, die Sätze aus dem Film sprechen
- Police Action Crash Car mit dem „Pilz“ und Gefängniszellen
- die Devo Chamber mit einem Goomba und dem Pilzkönig um die Figuren in Goombas oder den Pilzkönig zu verwandeln.

Von der Firma Sky Box gab es 103 Sammelkarten zum Film mit 3D-Bildern, die teilweise aus dem Hauptfilm herausgeschnittene Szenen zeigten.
Von der Firma Diamond Stickers erschien ein Stickeralbum. Die dazugehörigen Sticker enthielten ebenfalls Bilder der unveröffentlichten Szenen.
In Deutschland wurden zum Film ein Soundtrack MC/CD, Mario-Schuhe von Deichmann sowie ein Buch zum Film mit Bildern aus dem Bastei Lübbe Verlag von Morton Rhue veröffentlicht.
Der Score von Alan Silvestri wurde bisher nicht offiziell veröffentlicht, außer die Neueinspielung des Tracks „Main Title / Prison Chase“ auf dem Sampler „Highlander – Best of Fantasy“.
Des Weiteren wurden in den USA Making-of-Bücher, Malbücher sowie Storybooks verkauft.

## Trivia
- Der Film war ein Misserfolg auch aufgrund der sehr starken Abweichungen zu den Super-Mario-Spielen von Nintendo.
- Die Herstellung von Yoshi kostete 500.000 $[4] und dauerte fünf Monate.
- Bob Hoskins stand von Anfang an für die Rolle des Mario fest.
- Danny DeVito und Tom Hanks wurden laut Autor Jeff Ryans ebenso für die Rolle des Mario gecastet. DeVito lehnte jedoch sofort ab.[5]
- Die Rolle des King Koopa wurde unter anderem auch Arnold Schwarzenegger und Michael Keaton angeboten, die aber beide ablehnten.
- Dennis Hopper bezeichnete seine Mitwirkung in Super Mario Bros. als größten Fehler seiner Karriere. Auch Bob Hoskins nennt die Dreharbeiten an dem Film „einen Albtraum“ und den Film selbst „das Schlimmste, was er je drehen musste“.
- Die Regisseure sahen den Film nicht als Verfilmung des Spiels, sondern als Vorgeschichte der Super-Mario-Reihe an.
- Als Drehorte für den Film diente u. a. eine Zementfabrik in North Carolina.
- Die Produktion des Films kostete 48 Millionen Dollar[6] und dauerte 3 Jahre.
- Die Regisseure spielten selbst in manchen Szenen einen sogenannten Goomba.
- Im Film werden Mario und Luigi mit Nachnamen Mario genannt. Dies ist jedoch nicht kanonisch für die Spiele.
- Prinzessin Toadstool (Peach), die das eigentliche Objekt von Marios Begierde und die Prinzessin in der namensgebenden Super-Mario-Bros.-Serie ist, ist nicht im Film zu sehen. Stattdessen wurde auf Prinzessin Daisy (bekannt aus Super Mario Land) zurückgegriffen, die sich in Luigi verliebt.
- Roxette lieferte mit Almost Unreal den Soundtrack zum Film.[7]
- Die italienische Fassung hat einen anderen Ausgang: Der Film endet schon mit der Szene, in der Mario und Luigi nach ihrem Sieg über Koopa von der Menge als Helden gefeiert werden.
- Der Film wurde am 18. März 2022 von Tele 5 im Rahmen des Formats Die schlechtesten Filme aller Zeiten ausgestrahlt.[8]